# Rhiryd ap Bleddyn
Rhyrid ap Bleddyn (tué en 1088) est coprince de Powys pendant 13 ans de  1075 à 1088

## Origine
Rhyrid ap Bleddyn est le fils cadet de Bleddyn ap Cynfyn.

## Règne
À la mort de leur père, Rhyrid, Madog ap Bleddyn  et leurs autres frères mettent à profit la guerre de succession pour le contrôle du pays de Galles qui a éclaté entre Rhys ap Owain de Deheubarth et Trahaearn ap Caradog de Gwynedd, pour proclamer leurs droits à s'établir dans le vieux royaume de Powys.
Ils partagent le pays entre eux bien que Madog ap Bleddyn et son frère Rhiryd ap Bleddyn soient considérés comme les premiers princes et ils obtiennent leur totale indépendance après les morts successives des deux protagonistes en 1078 et 1081. 
En 1088, les deux frères attaquent Rhys ap Tewdwr de Deheubarth. Ils réussissent à l'expulser de son royaume en Irlande. Rhys revient avec une flotte recrutée dans les royaumes vikings locaux et Rhyrid et son frère Madog ap Bleddyn sont vaincus et tués lors de la bataille de Llech-y-crau.

## Postérité
Rhyrid laisse deux fils qui tenterons de s'imposer conjointement au Powys contre Cadwgan ap Bleddyn.
- Ithel ap Rhiryd de 1109 à 1111.
- Madog ap Rhiryd de 1109 à 1113.